# Gottlob Bachmann
Gottlob Bachmann (* 26. März 1763 in Bornitz bei Zeitz, heute Ortsteil von Elsteraue; † 10. April 1840 in Zeitz) war deutscher Komponist und Organist.

## Leben
Er begann Harmonielehre und Klaviermusik unter Frech in Zeitz zu studieren, bis er 1785 nach Leipzig ging, um Kontrapunkt zu studieren. 1790 zog Bachmann nach Dresden, um Schüler von Johann Gottlieb Naumann zu werden. Ein Jahr später, 1791, erhielt Bachmann die Anstellung als Organist in Zeitz.

## Werke
Bachmann ist heute nur noch wenigen Menschen bekannt, meistens durch seine Vertonung des Erlkönigs. (op. 43)
Er schrieb jedoch außerdem umfassende Opern wie Don Silvio de Rosaiva oder Orpheus und Eurydike, aber auch viele Lieder und Instrumentalstücke. Bachmann schrieb Trios, Quintette für das Klavier, Violine, Viola, Flöte und Violoncello aber auch Quartette und Orchestermusik.
Weitere Werke von ihm:
- An den Mai (op. 45:3) mit dem Text von Friedrich Haug
- An die Erwählte (Op. 45:6) Text von Johann Wolfgang von Goethe
- Wer kauft Liebesgötter? (op. 45:1) ebenfalls Johann Wolfgang von Goethe
- Streichquartette (op. 5: 1,2)